# Eugnathogobius microps
Eugnathogobius microps är en fiskart som beskrevs av Smith, 1931. Eugnathogobius microps ingår i släktet Eugnathogobius och familjen smörbultsfiskar. IUCN kategoriserar arten globalt som otillräckligt studerad. Inga underarter finns listade i Catalogue of Life.